# Topologija vodila
Topologija vodila je najpreprostejša oblika omrežne arhitekture. 
Vsi sistemi so povezani preko enotnega medija (vodila) v omrežje. Pri omrežjih z deljenim medijem dostopa nastopa problem kolizije, ki se v topologiji vodila največkrat odpravlja z CSMA protokolom. Za topologijo vodila je značilno, da lahko potujoč podatek prestreže vsaka izmed postaj v omrežju.

## Prednosti
- Preprosta postavitev in razširitev.
- Potrebuje manj kabla v primerjavi z ostalimi mrežnimi topologijami.
- Poceni.

## Slabosti
- Okvara vodila pomeni izpad celotnega omrežja.
- Z dolžino vodila je omejeno število možnih odjemalcev.
- Zaradi kolizij je delovanje slabo ob visokih obremenitvah.
- Problematično za odpravljanje napak.

## Glej Tudi
- Topologija zvezde
- Topologija obroča
- Topologija drevesa